# 小田柚葉
小田 柚葉（おだ ゆずは、2004年11月7日 - ）は、日本のアーティスト、女優、歌手、ダンサー。Girls2のメンバー。東京都出身。

## 来歴
2014年7月から2015年9月まで、アイドルグループ・amorecarina（アモレカリーナ）のメンバーとして活動していた。
2016年、漫画誌『ちゃお』と雑誌『ぷっちぐみ』による共同企画「テレビドラマ主役オーディション」に合格した。
2017年 4月から1年間、テレビ東京系列で放送された『アイドル×戦士 ミラクルちゅーんず!』に橘フウカ役で出演。また、同番組で結成されたアイドルユニット・miracle²（ミラクルミラクル）のメンバーとしても活動していた。
2019年3月からは、miracle²の後発ユニットであるmagical²（マジカルマジカル）およびmirage²（ミラージュミラージュ）のメンバーとともに、パフォーマンスグループ・Girls2（ガールズガールズ）を結成した。
2019年4月よりおはスタのおはガールとして起用され、他の曜日のおはガールとともに「おはガール from Girls2」としても活動。
2020年 4月より『ガル学。』から派生したユニット・east2のメンバーとなる。
2021年 7月より開始したドラマ『ガル学。〜ガールズガーデン〜』にユズハ役として出演。2021年3月26日放送分をもって隅谷百花、鶴屋美咲、小川桜花、増田來亜とともにおはガール卒業。
2022年 8月から開始したバラエティー番組『この恋イタすぎました』に出演。

## 人物
堀越高等学校卒業。
- EXPG STUDIO TOKYO 出身
- 趣味：動画編集、コスメ集め、韓国ドラマ鑑賞
- 特技：アクロバット、人の誕生日を覚える
- 食べ物：イカ、明太子、エリンギ、りんご飴
- 飲み物：オロナミンC
- 漫画/アニメ：「ヒロイン失格」、「僕のヒーローアカデミア」、HoneyWorks 原作アニメ
- ゲーム：「桃太郎電鉄」、「ぷよぷよテトリス」
- 映画：恋愛系全般、「バケモノの子」、「リメンバー・ミー」、「千と千尋の神隠し」
- 好きな曲：J-POP/K-POP全般
- YouTuber/インフルエンサー：中町兄妹、とうあ
- 絵文字：😇🫶🍋🤍
- 動物：茶々丸(愛⽝)
- ファッション：ガーリー系、⼤⼈っぽい系
- 韓国ドラマ：「トッケビ〜君がくれた愛しい⽇々〜」、「⼥神降臨」、「ブルーバースデー」、「恋のゴールドメダル〜僕が恋したキム・ボクジュ〜」
- 憧れの人：綾瀬はるか
- アーティストでなかったらやってみたい職業：美容師、テーマパークキャスト

## 出演

### テレビドラマ
- ガールズ×戦士シリーズ（テレビ東京）
  - アイドル×戦士 ミラクルちゅーんず!（2017年4月 - 2018年3月） - 橘フウカ 役
  - 魔法×戦士 マジマジョピュアーズ! 第6話（2018年5月6日） - 橘フウカ 役
  - ひみつ×戦士 ファントミラージュ!
    - 第11話（2019年6月16日） - ふうか 役[注釈 1]
    - 第43話（2020年2月2日） - カニA（声） 役

  - ポリス×戦士 ラブパトリーナ! 第43話（2021年5月23日） - 橘フウカ 役
  - ビッ友×戦士 キラメキパワーズ! 第31話（2022年2月13日） - 橘フウカ 役
- ガル学。〜ガールズガーデン〜（2021年7月7日 - 9月29日、テレビ東京） - ユズハ 役

### テレビ番組
- おはスタ（テレビ東京）ｰ アモレカリーナ東京としてゲスト出演
  - （2014年10月21日）
  - （2017年9月26日・12月18日・2018年2月13日） - miracle2としてゲスト出演
  - （2019年4月8日 - 2020年4月3日） - 火曜おはガール
  - （2020年4月9日 - 2021年3月26日） - 木曜おはガール
- この恋イタすぎました（2022年8月4日−1月21日）（10月6日- 大島役）

### 映画
- 劇場版 ひみつ×戦士 ファントミラージュ! 〜映画になってちょーだいします〜（2020年7月23日） - 橘フウカ 役
- 劇場版 ポリス×戦士 ラブパトリーナ! ～怪盗からの挑戦！ ラブでパパッとタイホせよ！～（2021年5月21日） - 橘フウカ 役

### テレビアニメ
- ガル学。〜聖ガールズスクエア学院〜（2020年4月 - 2021年3月29日、テレビ東京） - ユズハ 役[5]

### ラジオ
- RADIO MASHUP（2019年5月5日・10月13日・2020年3月1日、Fm yokohama）
- Ario Happy Saturday（2019年9月28日、FM岡山）
- 『おはようのスマイル』Special（2019年11月19日、FM愛知）
- Girls²のがるがるトーク!（2021年7月3日-、文化放送）

### 舞台
- IDOLS～夢のシークエンス～（2023年8月25日 - 26日、品川インターシティホール） - 謎のウエイトレス 役（菱田未渚美とのWキャスト）

### WEB連載
- 柚葉24じ（2021年5月11日- 第2、4火曜日更新、TOKYO HEADLINE）